# Fiertés
Fiertés è una miniserie televisiva francese in tre puntate di cinquanta minuti, creata e diretta da Philippe Faucon. Essa narra la storia dell'omosessualità maschile in Francia, seguendo la vita di un personaggio in tre date fondamentali: nel 1981-1982 durante la depenalizzazione dell'omosessualità, nel 1999 con l'adozione dei Pacs, e nel 2013 con l'apertura del matrimonio alle coppie omosessuali.

## Trama
Nel 1981, alla vigilia dell'elezione di François Mitterrand, Victor, figlio di Martine e Charles, ha diciassette anni. Esce con Aurélie ma è attratto da Selim, il figlio del caposquadra con cui lavora. Un giorno, Charles, il capo del cantiere, sorprende Victor e Selim senza che loro se ne rendano conto. Sconvolto, non dice nulla, ma coglie la prima occasione per licenziare Selim, al fine di allontanarlo da Victor. Charles finisce per parlare con il padre di Selim, e quest'ultimo decide di tagliare i ponti con Victor. Victor si rivolge quindi ad un punto d'incontro dove incontra un uomo più anziano, Serge.
Diciotto anni dopo, Victor vive con Serge, che è sieropositivo. Victor desidera diventare padre e si rivolge all'adozione. I single possono adottare, ma le richieste degli omosessuali vengono sistematicamente respinte. Perché il suo dossier venga accettato, Victor deve poi nascondere la sua vita con Serge all'assistente sociale. Divenuto architetto, rivede in un cantiere Selim diventato caporeparto. Selim è sposato con Farah ed ha due figli, ma si arrende di nuovo al fascino di Victor, che è in una coppia libera.
Quattordici anni dopo, il figlio adottivo di Victor, Diego, è ora uno studente delle superiori che vede Serge come il suo secondo padre. Di fronte all'omofobia di uno dei suoi compagni, Diego viene minacciato di essere espulso dalla scuola per averlo colpito. Inoltre, vede segretamente suo nonno, Charles, con cui Victor è ancora in conflitto. Diego vorrebbe che Serge e Victor si sposassero, così da non poter più negare la sua connessione con Serge. Si innamora di Noémie, che è nel primo anno giusto.

## Produzione

### Sviluppo
Il regista Philippe Faucon ha detto del progetto: "All'origine della serie, c'è una sorpresa nel momento di tensione della società francese prima dell'adozione della legge Taubira. Cinque anni dopo, non penso che nessuno lo stia mettendo in dubbio. La società francese ha un nuovo aspetto Gli scrittori José Caltagirone e Niels Rahu venuti a vederlo con una sintesi di dodici pagine e sviluppare questa motivazione: " Abbiamo avuto l'idea di orgoglio dopo gli eventi del 2013 in tutto il tema del matrimonio per tutti. Era qualcosa che trascendeva la sfera puramente pubblica e politica, ma era una cosa estremamente violenta, personalmente, per molti omosessuali, vedere quella parte della società in grado di sollevarsi, protestare, perdere tempo camminando per la strada per lottare per diritti che dovrebbero essere condivisi da tutti. Questo non è un favore che facciamo per LGBT, è solo per dare loro gli stessi diritti di tutti
Niels Rahou spiega la scelta del titolo: "Essere un militante sta tenendo la mano del suo ragazzo per la strada, è poter baciare la persona che amiamo quando vogliamo senza paura di essere giudicati, è intervenire quando ascoltiamo osservazioni omofobiche. […] Non è vergognarsi di essere chi siamo. Ecco perché la serie si chiama Fiertés
Philippe Faucon ha spiegato il suo approccio alla serie: "Fiertés racconta trent'anni di lotta per i diritti dei gay in tutto il corso di tre uomini, ma non è un film militante […] È anche, e soprattutto, molto una grande storia d'amore, accoppiato con un interrogatorio sulla parentela". Durante le riprese, ha detto: "Con José Caltagirone e Niels Rahu, i due giovani scrittori che mi hanno dato al progetto, abbiamo lavorato principalmente sentimenti che legano le situazioni che la società, vale a dire gli occhi degli altri, complica. La politica della serie dipende soprattutto sulla domanda, il credito, il prisma di intimo

### Distribuzione dei ruoli
Il direttore del casting del film 120 battiti al minuto si è occupato della distribuzione dei ruoli per questa miniserie. Gli attori Frédéric Pierrot e Samuel Theis erano convinti dalla qualità della sceneggiatura e dai personaggi. La regista e attrice Emmanuelle Bercot ha detto di aver accettato un piccolo ruolo nella serie di curiosità di vedere come il suo collega di lavoro di Philippe Faucon. L'attore e regista Stanislas Nordey segue il lavoro di Philippe Faucon per diversi anni. Attori prestigiosi come Chiara Mastroianni e Jérémie Elkaïm fanno apparizioni per ruoli specifici · .

### Riprese
La miniserie è stata girata a partire da maggio 2017 e durante l'estate di quello stesso anno, in una casa di città del XX arrondissement di Parigi. Il regista ha spiegato che il tempo di ripresa ridotto l'ha spinto a cancellare i tempo morti della sceneggiatura. 
Ha scelto di mostrare la nudità maschile, senza la volontà di sconvolgere: "Abbiamo girato delle cose belle e naturali, dal mio punto di vista

## Accoglienza

### Premi
Fiertés è stato presentato al Festival des créations télévisuelles de Luchon nel febbraio 2018, dove la stampa lo ha descritto come l'evento del festival. Ha vinto il premio Pyrénées d'oro per la migliore miniserie.

### Riconoscimenti
- 2018 - A.C.S. Award
  - Candidatura Miglior attore a Samuel Theis
  - Candidatura Miglior serie
  - Candidatura Miglior produzione
  - Candidatura Miglior regia a Philippe Faucon

### Trasmissione
I tre episodi sono pubblicati sul sito web del canale Arte il 26 aprile 2018 e potevano essere visti fino a 15 maggio 2018. In televisione, sono stati trasmessi la sera del 3 maggio 2018.

### Recensioni
Les Inrockuptibles accolse con favore una "fiction magnifica" che "si concentra principalmente sull'intimo" , osservando che "il formato di Arte 3x52 minuti consente agli sceneggiatori di costruire un quadro seriale chiaro e lineare". Ouest-France apprezzò una miniserie che "pone con finezza e modestia domande che rimangono per molti essenziali". Per Télérama, è "lavoro quasi documentario - a costo di una certa freddezza - e necessario". Libération elogia "la straordinaria direzione degli attori", "la sobria mancanza di giudizio che caratterizza Falcon" e "l'uso intelligente dell'ellisse". Per Les Échos, "Straordinariamente messo in scena e interpretato […], «Fiertés» radiografa con delicatezza la singolare storia di un personaggio che si adatta ai tumulti del suo tempo". La Croix osserva che "Nonostante alcune scene piuttosto crude, gli attori sono girati con grande modestia e delicatezza". 20 minutes vede "Una miniserie toccante, sottile e sincera". Per Didier Roth-Bettoni, con "questa serie con una precisione e una rilevanza piuttosto sorprendenti", "è ovvio con la forza delle prove che, in ciascuna delle nostre storie, il personale e il collettivo sono inseparabili".

### Ascolti
Fiertés è stato trasmesso il 3 maggio 2018 in televisione, contemporaneamente ad una partita di calcio tra Salisburgo e Marsiglia. La miniserie è stata seguita da 855.000 spettatori raggiungendo una quota di share del 3,5%.